# Economische migratie
Een economische migrant is een persoon die om economische redenen migreert.
Voorbeelden van economische migranten zijn:
- Nederlandse boeren die naar Canada migreren om daar een boerderij te beginnen;
- Personen uit Zuidelijk Afrika die naar Europa migreren op zoek naar een beter leven;
- Jonge, hoogopgeleide kenniswerkers die daarnaartoe reizen waar het interessantste (best betaalde) werk te vinden is.

De grens tussen vluchtelingen die een levensbedreigende situatie willen ontsnappen en economische migranten is vaak niet duidelijk te trekken. Het ontbreken van een rechtsstaat of een instabiele politieke situatie in het land van herkomst gaat veelal gepaard met willekeur, slechte gezondheidszorg, sociale zekerheid, onderwijsmogelijkheden en corruptie.
Het is in vele gevallen noch voor de asielzoeker, noch voor de immigratiedienst mogelijk, sluitend te bewijzen wat de motieven voor de asielaanvraag zijn.